# E762 (trasa europejska)
E762 – trasa europejska łącznikowa (kategorii B), biegnąca przez wschodnią Bośnię i Hercegowinę i przez Czarnogórę. 
E762 zaczyna się w Sarajewie, gdzie odbija od tras europejskich E73 i E761. Biegnie szlakiem drogi krajowej nr 18 do przejścia granicznego Hum - Scepan Polje. Na terenie Czarnogóry E762 biegnie przez Podgoricę (skrzyżowanie z trasami E65 i E80 do przejścia granicznego Drume - Hot na granicy z Albanią, gdzie kończy się ślepo. 
Ogólna długość trasy E762 wynosi około 257 km, z tego 87 km w Bośni i Hercegowinie i 170 km w Czarnogórze. 